# Sd.Kfz. 221
Leichter Panzerspähwagen (M. G.), Sd.Kfz.221 — німецький легкий бронеавтомобіль 1930-х — 1940-х років.
Розроблений фірмою Eisenwerken Weserhütte на початку 1930-х років як розвідувальна чи штабна машина.

## Історія створення
Першим німецьким броньованим автомобілем після Версальського договору був Kfz.13. Вермахт ще знаходився у стадії раннього будівництва, політична еліта Третього Рейху загравала з СРСР, коли була усвідомлена необхідність створення легкої броньованої машини, що по всім параметрам не поступалася б Kfz.13 і могла бути використана як для потреб військової розвідки, так і як комендантська чи штабна машина. За тим же Версальським договором танки Німеччині було будувати заборонено, а от бронеавтомобілі під дію договору не підпадали. Прототип такого автомобіля був створений. Це «беззбройна» версія майбутньої бронемашини, що отримала маркування Funkkraftwagen 14, де поки що кулемет замінили пристрої радіозв'язку.
Цей автомобіль був використаний в кампанії в Польщі і в західній кампанії в 1940 році.
Він був звільнений з дійсної служби в 1941 році, і використовувався тільки для навчальних цілей, але цей «мирний» автомобіль проклав шлях для подальших розробок бронетехніки для вермахту.

## Будова та облаштування
Над замовленням працювала фірма Eisenwerk Weserhütte Бад-Енгаузен. Згідно замовлення, автомобіль мав повний привід на чотири колеса, незалежну підвіску і двигун V8 3.5L Horch (20 к. с./т). Корпус виконаний зі зварної сталі, від 6 мм з боків-ззаду до 14 мм лобової броні. Це разом із кутами нахилу забезпечувало надійний протикулевий захист.
Водій був розташований на передній правій частині кузова, з двома люками, що забезпечили оглядовість. Командир і навідник — радист розташовані в центрі кузова. Зверху корпус мав «алмазоподібну» форму (широкий по центру, вузький по краях). Стандартне озброєння — кулемет MG-34, захищений попереду посиленим лобовим бронещитом з боєкомплектом 1100 патронів.
Офіційне позначення було Leichter Panzerspähwagen Sd.Kfz.221 (Легкий розвідувальний броньований автомобіль спеціального призначення 221).
Шасі розроблені і будувалися на Auto Union в місті Цвікау, складання усієї машини здійснювалося на Schichau в Ельбінзі.
Серійне виробництво здійснювалося з 1935 по вересень 1940 року, загальний випуск склав понад 340 машин.

## Використання
Sd.Kfz.221 використовувалися німецькими військами протягом усієї Другої світової війни, поступово змінюючись більш досконалими Sd.Kfz. 222 та Sd.Kfz. 223.

## Оцінка машини
Машина досить добре поводила себе на дорогах із твердим покриттям. Мала запас ходу до 320 км. Що в кампанії проти країн Західної Європи із хорошими дорогами було цілком достатньо. Проблеми почалися разом із необхідністю застосування машини в умовах бездоріжжя. Тим не менше, Sd.Kfz. 221 масово використовувався у Східній кампанії до 1943 року, а окремі машини перебували в строю до 1945 року.
Звичайно, вогнева міць одного кулемета була вкрай низькою. Окремі моделі переоснащувалися у військах, де замість кулемета MG-34 протитанковою рушницею Танкгевер M1918 чи напівавтоматичною протитанковою гарматою 2,8 cm s.Pz.B.41.
Бронювання машини не давало їй ніяких шансів при попаданні снаряда танка чи радянської протитанкової рушниці. Більшість цих автомобілів з 1943 року намагалися використовувати лише з навчальною метою та в тилу.

## Модифікації
Як сказано вище, з метою підняття вогневої потужності Sd.Kfz. 221 деякі з цих бронеавтомобілів отримали інше озброєння, таке як Маузер С.41 SPZB чи Schwere Panzerbüsche 2.8cm. Певна кількість (точні дані не відомі; приблизно 40 од.) автомобілів були переобладнані в 1942 році у відповідності з німецьким позначенням Leichter Panzerspähwagen Sd.Kfz.221 2.8cm Panzerbüchse 41. Екіпаж складав дві особи, водія та оператора гармати, а маса автомобіля зросла до 4,5 тонн.